# Rediviva pallidula
Rediviva pallidula là một loài ong trong họ Melittidae. Loài này được Whitehead & Steiner miêu tả khoa học lần đầu tiên vào năm 1992.